# 진주 모씨
진주 모씨(晋州 牟氏)는 경상남도 진주시를 본관으로 하는 한국의 성씨이다.
시조 모순(牟恂)은 조선에서 문과에 급제해 합천군수(陜川郡守) 등을 지냈으며 세조가 단종을 폐위할 때 이에 따르지 않자 그를 경상도 진주로 유배 보냈다.

## 참고 자료
- “진주모씨(晋州牟氏)”. 뿌리를 찾아서.[깨진 링크(과거 내용 찾기)]